# Истари комикс
Издательский дом «Истари Комикс» (англ. Istari Comics Publishing) — российская компания, основанная в 2008 году. «Истари Комикс» специализируется на переводе и издании манги, ранобэ и романов. В портфель лицензий издательства также входят серии манхвы, маньхуа и русские комиксы в стиле манги.
Манга издательства «Истари Комикс» выпускается в стандартном японском формате: мягкая обложка, глянцевая или матовая суперобложка (у некоторых изданий — с покрытием софт-тач), плотная белая бумага и цветные иллюстрации (при наличии в оригинальных танкобонах), иногда по два танкобона в одной книге, а также в омнибусах в твёрдом переплёте увеличенного формата, включающих в себя по два тома оригинальной манги. Ранобэ выпускается в твёрдом переплёте увеличенного формата, с глянцевой или матовой суперобложкой, на плотной белой бумаге, с цветными и чёрно-белыми иллюстрациями.
Издательство «Истари Комикс» сотрудничает с японскими издательствами Bungeishunjū, Kawade Shōbo Shinsha, Kadokawa (включая ASCII Media Works, Kadokawa shoten, Media Works Bunko, Media Factory, Enterbrain), Kodansha (включая Ichijinsha), Mag Garden, Overlap, SB Creative, Square Enix, Shueisha, Futabasha, Hakushensha, корейскими Seul Kultural, Haksan Publishing, тайваньским Tong Li Comics, канадским Molot Entertaiment, китайским JJWXC и русским Bubble.

## История
Первоначально издательство «Истари Комикс» было создано тремя людьми, любящими мангу и желающими донести эту литературу до отечественных читателей.

Нам было понятно, что манга — это прекрасный новый мир, который зашифрован для русских читателей в иероглифах и латинице. Вся та бездна фантазии, таланта, вся прекрасная работа людей, живущих от нас далеко-далеко, которых мы никогда в жизни не встретим и не пожмём им руку, всё это стучало в дверь и желало воплотиться в понятных и родных знаках русского языка. И, постепенно, мы поняли, чего именно хотим. А хотели мы организовать своё издательство и выпускать в нём мангу такой, какой она должна быть. — Николай Чесноков. Из ответов на форуме издательства
В 2009 году издательство объявило о сотрудничестве с компанией «Реанимедиа»: «Истари комикс» выпускает мангу «Волчица и пряности», в то время как компания «Реанимедиа» выпускает одноимённое аниме. В 2011 году представители издательства «Истари комикс» сообщили о том, что планируют развивать «направление русских комиксов». Их первым «отечественным проектом» оказалось произведение «Скунс и Оцелот» тандема российских комиксистов Богдана и Хатчетта.
В первой половине 2013 года издательство «Истари комикс» находилось в состоянии некоторого кризиса, однако благодаря введенным в это время предзаказам его удаётся преодолеть и продолжить выпуск манги. В этот же год был выпущен русский комикс «Птичий остров» авторства Марии Конопатовой.

В 2014 году «Истари комикс» совершили прорыв в работе, было выпущено 24 тиража: десять из них — выпуск новинок, 14 — допечатки уже выпущенных томов. Это две трети от выпущенного за все предыдущие годы. Данный резкий рост выпуска продукции у издательства в этом году связан с введением системы предзаказов. Также в этом году было опробовано электронное распространение комиксов русских авторов, а в 2018 г. — и японских.
Для выпусков продукции издательства в начале их деятельности был характерен высокий уровень печати, перевода и обработки издания. Однако издание ранобэ Sword Art Online, вышедшее в 2016 году, вызвало большое количество критических отзывов о переводе. С 7 тома переводчик был заменён.
«Истари комикс» стали первыми, кто начал выпускать в стандартном на сегодня формате издания манги (суперобложка, перерисованные звуки, цветные иллюстрации при наличии), к середине 2010-х гг большинство издательств пришли к использованию аналогичного формата.
В 2017 году издательство начало пилотную продажу цифровых изданий манги в партнёрстве с популярным сайтом Readmanga, преимущественно комиксов русских авторов. В этом же году у издательства появился свой маскот — Истари-тан.
В 2018 году «Истари Комикс» расширило продажу цифровых изданий — начата продажа цифровой манги издательства Overlap. Также был открыт собственный книжный магазин в Москве, в котором можно было приобрести продукцию издательства, фигурки и ознакомиться с японскими изданиями манги, ранобэ и артбуков (закрыт в 2020 году). С 2018 по 2022 год сотрудники издательства переводили аниме для сервиса «Wakanim Россия».
В 2019 году «Истари Комикс» приобрело вторую лицензию на полнометражное аниме — «Тетрадь дружбы Нацумэ». Прокат был организован в партнёрстве с компанией МВК и телеканалом FUN. В этом же году издательство организовало собственную небольшую видеостудию для записи видеоинтервью и другого видеоконтента, который, впрочем, так и не начал выпускаться. В этом же году «Истари Комикс» стало официальным дистрибьютором компании Good Smile Company и начало продажу фигурок в интернет-магазине, а также объявило о новом сегменте — выпуске аудиокниг. С ноября 2019 года цифровая манга издательства доступна на сервисе «ЛитРес», а с 1 февраля 2024 года — в сервисе МТС «Строки».
В 2020 году издательство пополнило перечень лицензий 4-томным китайским романом «Магистр дьявольского культа». Проект по изданию романа был опубликован на краудфандинговой платформе Boomstarter и стал одним из рекордсменов площадки, собрав более 15,7 млн руб.
В 2024 году было решено часть изданных в цифре лицензий издать на бумаге.

### Предзаказы и клуб «Истари Комикс»
В 2012 году «Истари комикс» совместно с компанией «Реанимедия» провели акцию, при которой можно было оформить предзаказ 5-го и 6-го томов манги «Волчица и пряности». Целью этого было ускорить выпуск русского издания и оценить, сколько именно манги готовы у них купить таким образом. Итогами данной акции издательство поделилось со своими читателями:

Акция по предзаказу была для нашего издательства полезным экспериментом. Прошла успешно, расчётное количество средств на покупку лицензии было собрано достаточно быстро.— Истари комикс
Таким образом, закрепляя успех акции, в 2013 году издательством была создана постоянная система предзаказов на новинки и открыт клуб «Истари комикс», в который могут вступить все сделавшие предзаказ на сайте «Истари комикс». Подробнее о системе предзаказов сказано в одноимённом разделе (Архивная копия от 15 апреля 2021 на Wayback Machine) на сайте издательства.
В 2018—2020 годах для участников предзаказов выпускалась бесплатная газета Ortu solis (лат. «Восходящее солнце»), публикующая статьи о культуре Японии, рассказы, обзоры манги, ранобэ, романов, аниме и другие материалы. Новый номер газеты выходил в рамках каждого нового предзаказа. В 2023 году место открыток, постепенно исчезающих из бонусов к предзаказу, заняли «Артефакты» — брошюры с предисловием от Евгения Кольчугина и рассказами, печатавшимися в американских палп-журналах первой половины XX века. Каждый из двенадцати выпусков планировалось дарить при покупке любого товара в магазине на сайте издательства в соответствующий месяц, однако к августу 2024 года вышло лишь пять брошюр.
В 2025 году был запущен новый импринт «Line» для выпуска книг, не подпадающих в остальные лейблы. Первой книгой, анонсированной в рамках «Line», стала трёхтомная руманга-адаптация «Героя нашего времени» М. Ю. Лермонтова под названием «Княжна Мери», выполненная Дарьей Т. (псевдоним переводчицы и художницы Дарьи Тихомировой).

## Лицензии

### Манга

#### Печатные издания
| Издание на русском                                                                               | Издание на русском | Издание на русском | Оригинальное издание                                      | Оригинальное издание                                                                | Оригинальное издание | Оригинальное издание | Оригинальное издание |
| Наименование                                                                                     | Статус             | Издано томов       | Наименование                                              | Транскрипция                                                                        | Статус               | Издано томов         | Издательство         |
| ------------------------------------------------------------------------------------------------ | ------------------ | ------------------ | --------------------------------------------------------- | ----------------------------------------------------------------------------------- | -------------------- | -------------------- | -------------------- |
| 5 сантиметров в секунду                                                                          | завершена          | 2                  | 秒速５センチメートル                                      | Byousoku Go Senchimeetoru                                                           | завершена            | 2                    | Kodansha             |
| A Bride’s Story                                                                                  | объявлена          | –                  | 乙嫁語り                                                  | Otoyomegatari                                                                       | продолжается         | 15                   | Kadokawa             |
| adabana                                                                                          | объявлена          | –                  | 徒花                                                      | Adabana                                                                             | завершена            | 3                    | Shueisha             |
| Another                                                                                          | объявлена          | –                  | アナザー                                                  | Another                                                                             | завершена            | 4                    | Kadokawa             |
| Baraou no Souretsu                                                                               | объявлена          | –                  | 薔薇王の葬列                                              | Baraou no Souretsu                                                                  | завершена            | 17                   | Akita Shoten         |
| BLUE LOCK: Синяя тюрьма                                                                          | продолжается       | 20                 | ブルーロック                                              | Buruu Rokku                                                                         | продолжается         | 30                   | Kodansha             |
| Bocchi the Rock!                                                                                 | объявлена          | –                  | ぼっち・ざ・ろっく！                                      | Bocchi the Rock!                                                                    | продолжается         | 7                    | Houbunsha            |
| Ciguatera                                                                                        | объявлена          | –                  | シガテラ                                                  | Shigatera                                                                           | завершена            | 6                    | Kodansha             |
| End of Balor                                                                                     | объявлена          | –                  | エンド・オブ・バロル                                      | End of Balor                                                                        | завершена            | 2                    | Ichijinsha           |
| Genshiken                                                                                        | объявлена          | –                  | げんしけん                                                | Genshiken                                                                           | завершена            | 9                    | Kodansha             |
| Horobi no Kuni no Seifukusha                                                                     | объявлена          | –                  | 亡びの国の征服者                                          | Horobi no Kuni no Seifukusha                                                        | продолжается         | 7                    | Overlap              |
| Hoshi no Ponko to Toufu-ya Reiko                                                                 | объявлена          | –                  | 星のポン子と豆腐屋れい子                                  | Hoshi no Ponko to Toufu-ya Reiko                                                    | завершена            | 1                    | Kodansha             |
| Hoteri Hotette First Kiss                                                                        | объявлена          | –                  | ほてりほてってファーストキス                              | Hoteri Hotette Fasuto Kisu                                                          | завершена            | 1                    | Kodansha             |
| I Am a Hero                                                                                      | объявлена          | –                  | アイアムアヒーロー                                        | I am a Hero                                                                         | завершена            | 22                   | Shogakukan           |
| Isekai Oji-san                                                                                   | объявлена          | –                  | 異世界おじさん                                            | Isekai Oji-san                                                                      | продолжается         | 13                   | Kadokawa Shoten      |
| Itsuka, Nemuri ni Tsuku Hi                                                                       | объявлена          | –                  | いつか、眠りにつく日                                      | Itsuka, Nemuri ni Tsuku Hi                                                          | завершена            | 2                    | Ichijinsha           |
| Jigokuraku                                                                                       | объявлена          | –                  | 地獄楽                                                    | Jigokuraku                                                                          | завершена            | 13                   | Shueisha             |
| Kaoru Hana wa Rin to Saku                                                                        | объявлена          | –                  | 薫る花は凛と咲く                                          | Kaoru Hana wa Rin to Saku                                                           | продолжается         | 17                   | Kodansha             |
| Kimetsu no Yaiba Gaiden                                                                          | объявлена          | –                  | 鬼滅の刃 外伝                                             | Kimetsu no Yaiba Gaiden                                                             | завершена            | 1                    | Shueisha             |
| Kisetai Joushi to, Narenai Buka                                                                  | объявлена          | –                  | 着せたい上司と、なれない部下                              | Kisetai Joushi to, Narenai Buka                                                     | завершена            | 3                    | Overlap              |
| Koiseyo Mayakashi Tenshi-domo                                                                    | объявлена          | –                  | 恋せよまやかし天使ども                                    | Koiseyo Mayakashi Tenshi-domo                                                       | продолжается         | 4                    | Kodansha             |
| Maou to Yuusha no Tatakai no Ura de                                                              | объявлена          | –                  | 魔王と勇者の戦いの裏で                                    | Maou to Yuusha no Tatakai no Ura de                                                 | продолжается         | 4                    | Overlap              |
| MARS RED: Красный Марс                                                                           | завершена          | 3                  | MARS RED                                                  | –                                                                                   | завершена            | 3                    | Mag Garden           |
| My Broken Mariko                                                                                 | объявлена          | –                  | マイ・ブロークン・マリコ                                  | My Broken Mariko                                                                    | завершена            | 1                    | Kadokawa Shoten      |
| My Next Life as a Villainess: All Routes Lead to Doom!                                           | объявлена          | –                  | 乙女ゲームの破滅フラグしかない悪役令嬢に転生してしまった… | Otome Game no Hametsu Flag shika nai Akuyaku Reijou ni Tenseishiteshimatta…         | продолжается         | 11                   | Ichijinsha           |
| Onna no Mado                                                                                     | объявлена          | –                  | おんなの窓                                                | Onna no Mado                                                                        | завершена            | 4                    | Bungeishunju         |
| Orange                                                                                           | завершена          | 7                  | オレンジ                                                  | Orange                                                                              | завершена            | 7                    | Futabasha            |
| Ran to Haiiro no Sekai                                                                           | объявлена          | –                  | 乱と灰色の世界                                            | Ran to Haiiro no Sekai                                                              | завершена            | 7                    | Enterbrain           |
| Rebuild World                                                                                    | объявлена          | –                  | リビルドワールド                                          | Ribirudo Wārudo                                                                     | продолжается         | 13                   | ASCII Media Works    |
| Re:Zero. Жизнь с нуля в альтернативном мире. День в столице королевства                          | завершена          | 2                  | Re：ゼロから始める異世界生活 第一章 王都の一日編          | Re:Zero Kara Hajimeru Isekai Seikatsu — Daiisshou — Outo no Ichinichi-hen           | завершена            | 2                    | Media Factory        |
| Re:Zero. Жизнь с нуля в альтернативном мире. Неделя в особняке                                   | завершена          | 5                  | Re：ゼロから始める異世界生活 第二章 屋敷の一週間編        | Re:Zero Kara Hajimeru Isekai Seikatsu — Dainishou — Yashiki no Isshuukan Hen        | завершена            | 5                    | Square Enix          |
| Re:Zero. Жизнь с нуля в альтернативном мире. Правда о нуле                                       | объявлена          | –                  | Re：ゼロから始める異世界生活 第三章 Truth of Zero         | Re:Zero Kara Hajimeru Isekai Seikatsu — Daisanshou — Truth of Zero                  | завершена            | 11                   | Media Factory        |
| Saikyou no Shien-shoku «Wajutsushi» de aru Ore wa Sekai Saikyou Kuran wo Shitagaeru              | объявлена          | –                  | 最凶の支援職【話術士】である俺は世界最強クランを従える    | Saikyou no Shien-shoku «Wajutsushi» de aru Ore wa Sekai Saikyou Kuran wo Shitagaeru | продолжается         | 10                   | Overlap              |
| Sekai ga Owattemo Ikiru tte Tanoshii                                                             | объявлена          | –                  | 世界は終わっても生きるって楽しい                          | Sekai ga Owattemo Ikiru tte Tanoshii                                                | продолжается         | 7                    | Overlap              |
| Shinsetsu Ookami to Koushinryou: Ookami to Youhishi                                              | объявлена          | –                  | 新説 狼と香辛料 狼と羊皮紙                                | Shinsetsu Ookami to Koushinryou: Ookami to Youhishi                                 | продолжается         | 2                    | Kadokawa Shoten      |
| Smiley                                                                                           | объявлена          | –                  | スマイリー                                                | Sumairii                                                                            | завершена            | 10                   | Nihon Bungeisha      |
| Spy×Family: Семья шпиона                                                                         | продолжается       | 14                 | SPY×FAMILY                                                | Spy Family                                                                          | продолжается         | 15                   | Shueisha             |
| Sword Art Online: Progressive                                                                    | завершена          | 7                  | ソードアート・オンライン プログレッシブ                   | Sword Art Online: Progressive                                                       | завершена            | 7                    | ASCII Media Works    |
| The Dangers in My Heart                                                                          | объявлена          | –                  | 僕の心のヤバイやつ                                        | Boku no Kokoro no Yabai Yatsu                                                       | продолжается         | 12                   | Akita Shoten         |
| To Your Eternity                                                                                 | продолжается       | 10                 | 不滅のあなたへ                                            | Fumetsu no Anata e                                                                  | завершена            | 23                   | Kodansha             |
| Uruwashi no Yoi no Tsuki                                                                         | объявлена          | –                  | うるわしの宵の月                                          | Uruwashi no Yoi no Tsuki                                                            | продолжается         | 9                    | Kodansha             |
| Yamato wa Koi no Mahoroba                                                                        | объявлена          | –                  | やまとは恋のまほろば                                      | Yamato wa Koi no Mahoroba                                                           | продолжается         | 7                    | Bungeishunju         |
| Аля иногда кокетничает со мной по-русски                                                         | продолжается       | 1                  | 時々ボソッとロシア語でデレる隣のアーリャさん              | Tokidoki Bosotto Roshia-go de Dereru Tonari no A:rya-san                            | продолжается         | 7                    | Kodansha             |
| Арифурэта: Сильнейший ремесленник в мире                                                         | объявлена          | –                  | ありふれた職業で世界最強                                  | Arifureta Shokugyou de Sekai Saikyou                                                | продолжается         | 15                   | Overlap              |
| Ателье колдовских колпаков                                                                       | продолжается       | 10                 | とんがり帽子のアトリエ                                    | Tongari Boushi no Atelier                                                           | продолжается         | 14                   | Kodansha             |
| Бла-бла-бла                                                                                      | завершена          | 5                  | かくかくしかじか                                          | Kakukaku Shikajika                                                                  | завершена            | 5                    | Shueisha             |
| Бладхаунд: Гостевой клуб полуночных любовников                                                   | завершена          | 1                  | 夜型愛人専門店−ブラッドハウンド−DX                        | Yorugata Aijin Senmonten -Buraddo Haundo- DX                                        | завершена            | 1                    | Hakusensha           |
| Ведьма и зверь                                                                                   | продолжается       | 3                  | 魔女と野獣                                                | Majo to Yajuu                                                                       | продолжается         | 10                   | Kodansha             |
| В лес, где мерцают светлячки                                                                     | завершена          | 1                  | 蛍火の杜へ                                                | Aizoban Hotarubi no Mori e                                                          | завершена            | 1                    | Hakusensha           |
| Возвращение в море                                                                               | завершена          | 1                  | 海帰線                                                    | Kaikisen                                                                            | завершена            | 1                    | Kodansha             |
| Волколуние                                                                                       | завершена          | 1                  | 满月下的孤狼                                              | Urufuru Muun                                                                        | завершена            | 1                    | Hakusensha           |
| Волокно. Собрание произведений Юки Урусибары                                                     | завершена          | 1                  | フィラメント                                              | Filament                                                                            | завершена            | 1                    | Kodansha             |
| Волчица и пряности                                                                               | завершена          | 16                 | 狼と香辛料                                                | Ookami to Koushinryou                                                               | завершена            | 16                   | ASCII Media Works    |
| Волчьи дети Амэ и Юки                                                                            | завершена          | 3                  | おおかみこどもの雨と雪                                    | Ookami kodomo no Ame to Yuki                                                        | завершена            | 3                    | Kadokawa Shoten      |
| Гигантомахия                                                                                     | завершена          | 1                  | ギガントマキア                                            | ΓΙΓΑΝΤΟ ΜΑXΙΑ                                                                       | завершена            | 1                    | Hakusensha           |
| Голос далёкой звезды                                                                             | завершена          | 1                  | ほしのこえ                                                | Hoshi no Koe                                                                        | завершена            | 1                    | Kodansha             |
| Голубой период                                                                                   | продолжается       | 6                  | ブルーピリオド                                            | Buruu Piriodo                                                                       | продолжается         | 16                   | Kodansha             |
| Горние звуки                                                                                     | завершена          | 2                  | ひさかたのおと                                            | Hisakata no Oto                                                                     | завершена            | 2                    | Kodansha             |
| Город, в котором меня нет                                                                        | завершена          | 9                  | 僕だけがいない街                                          | Boku dake ga Inai Machi                                                             | завершена            | 9                    | Kadokawa Shoten      |
| Даже боги лгут                                                                                   | завершена          | 1                  | 神様がうそをつく。                                        | Kamisama ga Uso wo Tsuku                                                            | завершена            | 1                    | Kodansha             |
| Далёкий паладин                                                                                  | объявлена          | –                  | 最果てのパラディン                                        | Saihate no Paladin                                                                  | продолжается         | 13                   | Overlap              |
| Двойняшки Фуро                                                                                   | завершена          | 1                  | 不老姉弟                                                  | Furou Kyoudai                                                                       | завершена            | 1                    | Hakusensha           |
| Двуличный братик Урамити                                                                         | продолжается       | 6                  | うらみちお兄さん                                          | Uramichi Onii-san                                                                   | продолжается         | 11                   | Ichijinsha           |
| Девочка из Чужеземья                                                                             | завершена          | 11                 | とつきにの少女                                            | Totsukuni no Shōjo                                                                  | завершена            | 11                   | Mag Garden           |
| Девочка, покорившая время                                                                        | завершена          | 1                  | 時をかける少女 －TOKIKAKE－                               | Toki o Kakeru Shoujo — Tokikake                                                     | завершена            | 1                    | Kadokawa Shoten      |
| Дитя погоды                                                                                      | завершена          | 3                  | 天気の子                                                  | Tenki no Ko                                                                         | завершена            | 3                    | Kodansha             |
| Дракон в поисках дома                                                                            | продолжается       | 4                  | ドラゴン、家を買う。                                      | Dragon, Ie wo Kau                                                                   | завершена            | 10                   | Mag Garden           |
| Дракорничная госпожи Кобаяси                                                                     | продолжается       | 10                 | 小林さんちのメイドラゴン                                  | Kobayashi-san Chi no Maidragon                                                      | продолжается         | 16                   | Futabasha            |
| Жест беззаветной любви                                                                           | продолжается       | 4                  | ゆびさきと恋々                                            | Yubisaki to Renren                                                                  | продолжается         | 12                   | Kodansha             |
| Записки о лечении волшебных зверей                                                               | завершена          | 5                  | わたしと先生の幻獣診療録                                  | Watashi to Sensei no Genjuu Shinryouroku                                            | завершена            | 5                    | Mag Garden           |
| Заплыв во тьму                                                                                   | завершена          | 4                  | わにとかげぎす                                            | Wanitokagegisu                                                                      | завершена            | 4                    | Kodansha             |
| Знак Ватцеля                                                                                     | завершена          | 1                  | The Mark of Watzel                                        | The Mark of Watzel                                                                  | завершена            | 1                    | Shueisha             |
| Знаток муси                                                                                      | завершена          | 10                 | 蟲師                                                      | Mushishi                                                                            | завершена            | 10                   | Kodansha             |
| Знаток муси. Собрание историй                                                                    | завершена          | 1                  | 蟲師 外譚集                                               | Mushishi Gaitanshuu                                                                 | завершена            | 1                    | Kodansha             |
| Знаток муси. Тень, пожирающая солнце                                                             | завершена          | 1                  | 蟲師 特別篇 日蝕む翳                                      | Mushishi Tokubetsu Hen — Hihamu Kage                                                | завершена            | 1                    | Kodansha             |
| Истребитель демонов                                                                              | завершена          | 23                 | 鬼滅の刃                                                  | Kimetsu no Yaiba                                                                    | завершена            | 23                   | Shueisha             |
| Касанэ                                                                                           | продолжается       | 6                  | 累－かさね－                                              | Kasane                                                                              | завершена            | 14                   | Kodansha             |
| Кошачий массажный салон                                                                          | объявлена          | –                  | ねこのマッサージ屋さん                                    | Neko no Massajiya-san                                                               | завершена            | 3                    | Overlap              |
| Кулинарные скитания в параллельном мире                                                          | объявлена          | –                  | とんでもスキルで異世界放浪メシ                            | Tondemo Skill de Isekai Hourou Meshi                                                | продолжается         | 10                   | Overlap              |
| Летние войны                                                                                     | завершена          | 3                  | サマーウォーズ                                            | Summer Wars                                                                         | завершена            | 3                    | Kadokawa Shoten      |
| Мемуары Ванитаса                                                                                 | продолжается       | 11                 | ヴァニタスの手記                                          | Vanitas no Shuki                                                                    | продолжается         | 11                   | Square Enix          |
| Неваляшка                                                                                        | завершена          | 2                  | やじろべえ                                                | Yajirobee                                                                           | завершена            | 2                    | Shueisha             |
| Невеста чародея                                                                                  | продолжается       | 17                 | 魔法使いの嫁                                              | Mahoutsukai no Yome                                                                 | продолжается         | 21                   | Mag Garden           |
| Нежеланно бессмертный авантюрист                                                                 | объявлена          | –                  | 望まぬ不死の冒険者                                        | Nozomanu Fushi no Boukensha                                                         | продолжается         | 12                   | Overlap              |
| Неискушённая злодейка. Притча о том, как при дворе императора бабочка и мышка поменялись местами | продолжается       | 6                  | ふつつかな悪女ではございますが ～雛宮蝶鼠とりかえ伝～     | Futsutsuka na Akujo de wa gozaimasu ga ~Suuguuchouso Torikae Den~                   | продолжается         | 8                    | Ichijinsha           |
| Новый век. Евангелион                                                                            | завершена          | 14                 | 新世紀エヴァンゲリオン                                    | Shin Seiki Evangelion                                                               | завершена            | 14                   | Kadokawa Shoten      |
| Обещанная Страна Грёз                                                                            | завершена          | 20                 | 約束のネバーランド                                        | Yakusoku no Neverland                                                               | завершена            | 20                   | Shueisha             |
| Одной крови                                                                                      | приостановлена     | 2                  | ブラッドアローン                                          | Blood Alone                                                                         | продолжается         | 13                   | Kodansha             |
| Она и её кот                                                                                     | завершена          | 1                  | 彼女と彼女の猫                                            | Kanojo to Kanojo no Neko                                                            | завершена            | 1                    | Kodansha             |
| Питер Грилл и семя рационального мышления                                                        | продолжается       | 6                  | ピーター・グリルと賢者の時間                              | Peter Grill to Kenja no Jikan                                                       | завершена            | 15                   | Futabasha            |
| Повелители терний                                                                                | завершена          | 6                  | いばらの王                                                | Ibara no Ou                                                                         | завершена            | 6                    | Enterbrain           |
| Причуды любви. Сборник коротких рассказов                                                        | завершена          | 1                  | ながべ短編集 －へんテコな愛－                             | Nagabe Tanpenshuu Henteko na Ai                                                     | завершена            | 1                    | Ichijinsha           |
| Психопаспорт: Инспектор Синъя Когами                                                             | завершена          | 6                  | PSYCHO-PASS サイコパス 監視官 狡噛慎也                    | Psycho-Pass Kanshikan Kougami Shin’ya                                               | завершена            | 6                    | Mag Garden           |
| Сага о Винланде                                                                                  | продолжается       | 22                 | ヴィンランド・サガ                                        | Vinland Saga                                                                        | продолжается         | 28                   | Kodansha             |
| Сад изящных слов                                                                                 | завершена          | 1                  | 言の葉の庭                                                | Kotonoha no Niwa                                                                    | завершена            | 1                    | Kodansha             |
| Сладкая парочка из нашего офиса                                                                  | объявлена          | –                  | 目の毒すぎる職場のふたり                                  | Me no Doku sugiru Shokuba no Futari                                                 | завершена            | 3                    | Overlap              |
| Странные дела                                                                                    | завершена          | 3                  | 怪しことがたり                                            | Ayashi Kotogatari                                                                   | завершена            | 3                    | Mag Garden           |
| Судзумэ                                                                                          | завершена          | 3                  | すずめの戸締まり                                          | Suzume no Tojimari                                                                  | завершена            | 3                    | Kodansha             |
| Счастье                                                                                          | продолжается       | 6                  | ハピネス                                                  | Hapinesu                                                                            | завершена            | 10                   | Kodansha             |
| Суйики: территория воды                                                                          | завершена          | 2                  | 水域                                                      | Suiiki                                                                              | завершена            | 2                    | Kodansha             |
| Так сложно любить отаку                                                                          | завершена          | 11                 | ヲタクに恋は難しい                                        | Wotaku ni Koi wa Muzukashii                                                         | завершена            | 11                   | Ichijinsha           |
| Твоё имя                                                                                         | завершена          | 3                  | 君の名は。                                                | Kimi no Na wa.                                                                      | завершена            | 3                    | Media Factory        |
| Твоя апрельская ложь                                                                             | завершена          | 11                 | 四月は君の嘘                                              | Shigatsu wa Kimi no Uso                                                             | завершена            | 11                   | Kodansha             |
| Туалетный мальчик Ханако                                                                         | продолжается       | 15                 | 地縛少年花子くん                                          | Jibaku Shounen Hanako-kun                                                           | продолжается         | 24                   | Square Enix          |
| Убийца Гоблинов                                                                                  | продолжается       | 12                 | ゴブリンスレイヤー                                        | Goblin Slayer                                                                       | продолжается         | 16                   | Square Enix          |
| Форма голоса                                                                                     | завершена          | 8                  | 聲の形                                                    | Koe no Katachi                                                                      | завершена            | 8                    | Kodansha             |
| Шерлок. Этюд в розовых тонах                                                                     | завершена          | 1                  | シャーロック                                              | Sherlock                                                                            | завершена            | 1                    | Kadokawa Shoten      |
| Шерлок. Слепой банкир                                                                            | завершена          | 1                  | シャーロック                                              | Sherlock                                                                            | завершена            | 1                    | Kadokawa Shoten      |
| Шерлок. Большая игра                                                                             | завершена          | 1                  | シャーロック                                              | Sherlock                                                                            | завершена            | 1                    | Kadokawa Shoten      |
| Шерлок. Скандал в Белгравии (часть 1)                                                            | завершена          | 1                  | シャーロック                                              | Sherlock                                                                            | завершена            | 1                    | Kadokawa Shoten      |
| Шерлок. Скандал в Белгравии (часть 2)                                                            | завершена          | 1                  | シャーロック                                              | Sherlock                                                                            | завершена            | 1                    | Kadokawa Shoten      |
| Я кот. Кот-бариста                                                                               | объявлена          | –                  | 吾輩は猫である、職業はバリスタ。                          | Wagahai wa Neko de Aru, Shokugyou wa Barista                                        | закончена            | 2                    | Overlap              |

#### Цифровые издания
| Издание на русском                                                                                  | Издание на русском | Издание на русском | Оригинальное издание                                                                                       | Оригинальное издание | Оригинальное издание | Оригинальное издание | Оригинальное издание |
| Наименование                                                                                        | Статус             | Издано томов       | Наименование                                                                                               | Транскрипция | Статус               | Издано томов         | Издательство         |
| --------------------------------------------------------------------------------------------------- | ------------------ | ------------------ | --- | --- | -------------------- | -------------------- | -------------------- |
| Black na Kishidan no Dorei ga White na Boukensha Guild ni Hikinukarete S-Rank ni Narimashita        | объявлена          | –                  | ブラックな騎士団の奴隷がホワイトな冒険者ギルドに引き抜かれてSランクになりました                            | Black na Kishidan no Dorei ga White na Boukensha Guild ni Hikinukarete S-Rank ni Narimashita                                                 | продолжается         | 9                    | Overlap              |
| Dungeon Busters ~Chuunen Otoko desu ga Niwa ni Dungeon ga Shutsugenshita no de Sekai wo Sukuimasu~  | объявлена          | –                  | ダンジョン・バスターズ ～中年男ですが庭にダンジョンが出現したので世界を救います～                          | Dungeon Busters ~Chuunen Otoko desu ga Niwa ni Dungeon ga Shutsugenshita no de Sekai wo Sukuimasu~                                           | продолжается         | 6                    | Overlap              |
| Gochumon wa Dekiai Love Lesson de ~Shojo OL, Hatsukoi to Ecchi no Hajimekata~                       | объявлена          | –                  | ご注文は溺愛ラブレッスンで ～処女OL、初恋とえっちのはじめ方～                                              | Gochuumon wa Dekiai Love Lesson de ~Shojo OL, Hatsukoi to Ecchi no Hajimekata~                                                               | завершена            | 1                    | Overlap              |
| Isekai de Slow Life (Ganbou)                                                                        | объявлена          | –                  | 異世界でスローライフを（願望）                                                                             | Isekai de Slow Life wo (Ganbou) | продолжается         | 9                    | Overlap              |
| Koware Skill de Hajimeru Gendai Dungeon Kouryaku                                                    | объявлена          | –                  | 壊れスキルで始める現代ダンジョン攻略                                                                       | Koware Skill de Hajimeru Gendai Dungeon Kouryaku                                                                                             | продолжается         | 4                    | Overlap              |
| Loop 7-kaime no Akuyaku Reijō wa, Moto Tekikoku de Jiyū Ki mama na Hanayome Seikatsu o Mankitsusuru | объявлена          | –                  | ループ7回目の悪役令嬢は、元敵国で自由気ままな花嫁生活を満喫する                                            | Ruupu nana-kaime no Akuyaku Reijou wa, Moto Tekikoku de Jiyuu Ki mama na Hanayome Seikatsu o Mankitsusuru                                    | продолжается         | 7                    | Overlap              |
| Saikyou no Shien-shoku «Wajutsushi» de aru Ore wa Sekai Saikyou Kuran wo Shitagaeru                 | объявлена          | –                  | 最凶の支援職【話術士】である俺は世界最強クランを従える                                                     | Saikyou no Shien-shoku «Wajutsushi» de aru Ore wa Sekai Saikyou Kuran wo Shitagaeru                                                          | продолжается         | 10                   | Overlap              |
| Teihen Ryoushu no Kanchigai Eiyuutan                                                                | объявлена          | –                  | 底辺領主の勘違い英雄譚                                                                                     | Teihen Ryoushu no Kanchigai Eiyuutan | завершена            | 10                   | Overlap              |
| Wake ari Danjo no Secret Days                                                                       | объявлена          | –                  | ワケあり男女のシークレットデイズ                                                                           | Wake ari Danjo no Secret Days | завершена            | 2                    | Overlap              |
| World Teacher: Обучение по заветам другого мира                                                     | продолжается       | 6                  | ワールド・ティーチャー 異世界式教育エージェント                                                            | World Teacher — Isekaishiki Kyouiku Agent | продолжается         | 15                   | Overlap              |
| Yatoinushi to, Shitemoii desu ka? ~Babysitter Yamada-san no Junan~                                  | объявлена          | –                  | 雇い主と、シてもいいですか？ ～ベビーシッター山田さんの受難～                                              | Yatoinushi to, Shitemoii desu ka? ~Babysitter Yamada-san no Junan~                                                                           | завершена            | 2                    | Overlap              |
| Zettai ni Hatarakitakunai Dungeon Master ga Damin wo Musaboru made                                  | объявлена          | –                  | 絶対に働きたくないダンジョンマスターが惰眠をむさぼるまで                                                   | Zettai ni Hatarakitakunai Dungeon Master ga Damin wo Musaboru made                                                                           | продолжается         | 11                   | Overlap              |
| Арифурэта: Обычные деньки сильнейшего в мире                                                        | продолжается       | 4                  | ありふれた日常で世界最強                                                                                   | Arifureta Nichijou de Sekai Saikyou | завершена            | 5                    | Overlap              |
| Арифурэта: Сильнейший ремесленник в мире                                                            | продолжается       | 6                  | ありふれた職業で世界最強                                                                                   | Arifureta Shokugyou de Sekai Saikyou | продолжается         | 15                   | Overlap              |
| Арифурэта: Сильнейший ремесленник в мире. Zero                                                      | продолжается       | 4                  | ありふれた職業で世界最強 零                                                                                | Arifureta Shokugyou de Sekai Saikyou Zero | завершена            | 8                    | Overlap              |
| Ассасин, с которым не мог потягаться герой                                                          | продолжается       | 3                  | 暗殺者である俺のステータスが勇者よりも明らかに強いのだが                                                   | Ansatsusha de Aru Ore no Status ga Yuusha yori mo Akiraka ni Tsuyoi no daga                                                                  | продолжается         | 6                    | Overlap              |
| Беседы моих воображаемых зверей                                                                     | завершена          | 1                  | 脳兎サミット                                                                                               | Nou Usagi Summit | завершена            | 1                    | Overlap              |
| Бывший хулиган положил глаз на мою бабулю!                                                          | завершена          | 2                  | うちのおばあちゃんが元ヤンに狙われています!                                                                | Uchi no Obaa-chan ga Motoyan ni Nerawareteimasu!                                                                                             | завершена            | 2                    | Overlap              |
| В одиночку против другого мира                                                                      | продолжается       | 3                  | ひとりぼっちの異世界攻略                                                                                   | Hitori Bocchi no Isekai Kouryaku | продолжается         | 23                   | Overlap              |
| Волчица и пряности                                                                                  | продолжается       | 10                 | 狼と香辛料                                                                                                 | Ookami to Koushinryou | завершена            | 16                   | ASCII Media Works    |
| Волшебница на госслужбе                                                                             | завершена          | 3                  | 魔法使いのおしごと                                                                                         | Mahou Tsukai no Oshigoto | завершена            | 3                    | Overlap              |
| Вперёд, в недра иноземного лабиринта                                                                | продолжается       | 2                  | 異世界迷宮の最深部を目指そう                                                                               | Isekai Meikyuu no Saishinbu wo Mezasou | продолжается         | 7                    | Overlap              |
| Герой-рационал перестраивает королевство                                                            | продолжается       | 5                  | 現実主義勇者の王国再建記                                                                                   | Genjitsushugi Yuusha no Oukoku Saikenki | продолжается         | 12                   | Overlap              |
| Далёкий паладин                                                                                     | продолжается       | 5                  | 最果てのパラディン                                                                                         | Saihate no Paladin | продолжается         | 13                   | Overlap              |
| Домашние феи                                                                                        | продолжается       | 4                  | うちのアパートの妖精さん                                                                                   | Uchi no Apartment no Yousei-san | завершена            | 5                    | Overlap              |
| Дяденька плохому •• научит                                                                          | продолжается       | 2                  | おじさんが女子●生に悪いことを教える話                                                                      | Ojisan ga Joshi●sei ni Warui Koto wo Oshieru Hanashi                                                                                         | завершена            | 3                    | Overlap              |
| Железный Идо                                                                                        | продолжается       | 1                  | 黒鐵のイド                                                                                                 | Kurogane no Ido | продолжается         | 1                    | Overlap              |
| Закусочная изгоя! Повар, изгнанный из сильнейшей команды, открывает забегаловку для авантюристов!   | продолжается       | 1                  | 追放者食堂へようこそ！ ～最強パーティーを追放された料理人（Lv.99）は、田舎で念願の冒険者食堂を開きます！～ | Tsuihousha shokudou e youkoso! ~Saikyou paatii o tsuihousareta ryouri hito (Lv. 99) wa, inaka de nengan no boukensha shokudou o hirakimasu!~ | продолжается         | 9                    | Overlap              |
| Из корпоративного раба в приспешники демона                                                         | продолжается       | 1                  | サラリーマンが異世界に行ったら四天王になった話                                                             | Salaryman ga Isekai ni Ittara Shitennnou ni Natta Hanashi                                                                                    | продолжается         | 10                   | Overlap              |
| Кошачий массажный салон                                                                             | продолжается       | 1                  | ねこのマッサージ屋さん                                                                                     | Neko no Massajiya-san | завершена            | 3                    | Overlap              |
| Кулинарные скитания в параллельном мире                                                             | продолжается       | 5                  | とんでもスキルで異世界放浪メシ                                                                             | Tondemo Skill de Isekai Hourou Meshi | продолжается         | 10                   | Overlap              |
| Кулинарные скитания в параллельном мире: Большое приключение Суи                                    | продолжается       | 3                  | とんでもスキルで異世界放浪メシ スイの大冒険                                                                | Tondemo Skill de Isekai Hourou Meshi: Sui no Daibouken                                                                                       | продолжается         | 8                    | Overlap              |
| Любите меня вдвоём                                                                                  | удалена            | 1                  | 愛したがりWダーリン                                                                                        | Aishitagari W Darling | завершена            | 1                    | Overlap              |
| Магия другого мира так отстаёт!                                                                     | продолжается       | 6                  | 異世界魔法は遅れてる!                                                                                      | Isekai Mahou wa Okureteru! | продолжается         | 11                   | Overlap              |
| Меч ненасытной принцессы                                                                            | продолжается       | 1                  | 暴食妃の剣                                                                                                 | Boushoku-hi no Ken | продолжается         | 9                    | Overlap              |
| Нежеланно бессмертный авантюрист                                                                    | продолжается       | 5                  | 望まぬ不死の冒険者                                                                                         | Nozomanu Fushi no Boukensha | продолжается         | 12                   | Overlap              |
| Непринужденная жизнь в другом мире экс-кандидата в герои, оказавшегося читером со 2 уровня          | продолжается       | 3                  | LV2からチートだった元勇者候補のまったり異世界ライフ                                                        | LV2 kara Cheat datta Moto Yuusha Kouho no mattari Isekai Life                                                                                | продолжается         | 12                   | Overlap              |
| Парень получил бесполезный навык «Картография»                                                      | продолжается       | 2                  | 外れスキル【地図化（マッピング）】を手にした少年は最強パーティーとダンジョンに挑む,外れスキル少年          | Hazure Skill [Mapping] wo Te ni Shita Shonen ha Saikyou Party to Dungeon ni Idomu                                                            | завершена            | 3                    | Overlap              |
| Парню досталась «Немощь», навык слабейшего класса, а он пошёл по головам своих врагов               | продолжается       | 2                  | ハズレ枠の【状態異常スキル】で最強になった俺がすべてを蹂躙するまで                                         | Hazure Waku no «Joutai Ijou Skill» de Saikyou ni Natta Ore ga Subete wo Juurin Suru made                                                     | продолжается         | 11                   | Overlap              |
| Пограничный лабиринт и маг из другого мира                                                          | продолжается       | 4                  | 境界迷宮と異界の魔術師                                                                                     | Kyoukai Meikyuu to Ikai no Majutsushi | продолжается         | 13                   | Overlap              |
| По проекту дьявола: современный город сложнее любых подземелий                                      | продолжается       | 4                  | 魔王様の街づくり！ ～最強のダンジョンは近代都市～                                                          | Maou-sama no Machizukuri! ~Saikyou no Dungeon wa Kindai Toshi~                                                                               | завершена            | 12                   | Overlap              |
| Псы Тоски                                                                                           | удалена            | 1                  | トスカの犬                                                                                                 | Tosca no Inu | завершена            | 1                    | Overlap              |
| Рыцарь-скелет вступает в параллельный мир                                                           | продолжается       | 6                  | 骸骨騎士様、只今異世界へお出掛け中                                                                         | Gaikotsu Kishi-sama Tadaima Isekai e o-Dekake-chuu                                                                                           | продолжается         | 13                   | Overlap              |
| Сбрось кожу, Рюгасаки-сан!                                                                          | продолжается       | 2                  | 剥かせて！竜ケ崎さん                                                                                       | Mukasete! Ryuugasaki-san | продолжается         | 5                    | Overlap              |
| Сладкая парочка из нашего офиса                                                                     | продолжается       | 1                  | 目の毒すぎる職場のふたり                                                                                   | Me no Doku sugiru Shokuba no Futari | завершена            | 3                    | Overlap              |
| Суровый дед и внучка-милашка                                                                        | завершена          | 2                  | こわもてかわもて                                                                                           | Kowamote Kawamote | завершена            | 2                    | Overlap              |
| Тия угощает                                                                                         | завершена          | 2                  | ティアのスペシャリテ ～新米記者のグルメコラム～                                                            | Tia no Specialty — Shinmai Kisha no Gourmet Column                                                                                           | завершена            | 2                    | Overlap              |
| Убей меня, если сможешь                                                                             | завершена          | 2                  | 自殺したい女勇者に魔王が困らされています！                                                                 | Jisatsushitai Onna Yuusha ni Maou ga Komarasareteimasu!                                                                                      | завершена            | 2                    | Overlap              |
| Чёрный призыватель                                                                                  | продолжается       | 7                  | 黒の召喚士                                                                                                 | Kuro no Shoukanshi | продолжается         | 21                   | Overlap              |
| Я кот. Кот-бариста                                                                                  | продолжается       | 1                  | 吾輩は猫である、職業はバリスタ。                                                                           | Wagahai wa Neko de Aru, Shokugyou wa Barista                                                                                                 | закончена            | 2                    | Overlap              |

### Ранобэ

#### Печатные издания
| Издание на русском                                      | Издание на русском | Издание на русском | Оригинальное издание                                             | Оригинальное издание                                     | Оригинальное издание | Оригинальное издание | Оригинальное издание |
| Наименование                                            | Статус             | Издано томов       | Наименование                                                     | Транскрипция                                             | Статус               | Издано томов         | Издательство         |
| ------------------------------------------------------- | ------------------ | ------------------ | ---------------------------------------------------------------- | -------------------------------------------------------- | -------------------- | -------------------- | -------------------- |
| 86: Eighty Six                                          | объявлена          | –                  | エイティシックス                                                 | Eighty Six                                               | продолжается         | 15                   | Kadokawa             |
| Fate/Strange Fake. Судьба/Странная подделка             | продолжается       | 2                  | フェイト/ストレンジフェイク                                      | Feito/Sutorenji feiku                                    | продолжается         | 9                    | ASCII Media Works    |
| Is It Wrong to Try to Pick Up Girls in a Dungeon?       | объявлена          | –                  | ダンジョンに出会いを求めるのは間違っているだろうか               | Dungeon ni Deai wo Motomete no wa Machigatteiru darou ka | продолжается         | 20                   | SB Creative          |
| Overlord                                                | продолжается       | 6                  | オーバーロード                                                   | Overlord                                                 | продолжается         | 16                   | Enterbrain           |
| Re:Zero. Жизнь с нуля в альтернативном мире             | продолжается       | 12                 | Re：ゼロから始める異世界生活                                     | Re: Zero kara Hajimeru Isekai Seikatsu                   | продолжается         | 39                   | Media Factory        |
| Silent Witch                                            | объявлена          | –                  | サイレント・ウィッチ                                             | Silent Witch                                             | продолжается         | 9                    | Kadokawa             |
| Sword Art Online                                        | продолжается       | 27                 | ソードアート・オンライン                                         | Sword Art Online                                         | продолжается         | 28                   | ASCII Media Works    |
| Sword Art Online: Progressive                           | продолжается       | 4                  | ソードアート・オンライン プログレッシブ                          | Sword Art Online: Progressive                            | продолжается         | 9                    | ASCII Media Works    |
| Sword Art Online Alternative — Gun Gale Online          | объявлена          | –                  | ソードアート・オンライン オルタナティブ ガンゲイル・オンライン   | Sword Art Online Alternative — Gun Gale Online           | продолжается         | 14                   | ASCII Media Works    |
| Sword Art Online Alternative Clover’s Regret            | объявлена          | –                  | ソードアート・オンライン オルタナティブ クローバーズ・リグレット | Sword Art Online Alternative Clover’s Regret             | завершена            | 3                    | ASCII Media Works    |
| Tokidoki Bosotto Roshia-go de Dereru Tonari no Alya-san | объявлена          | –                  | 時々ボソッとロシア語でデレる隣のアーリャさん                     | Tokidoki Bosotto Roshia-go de Dereru Tonari no Alya-san  | продолжается         | 9                    | Kadokawa             |
| Yakusoku no Neverland ~Omoide no Film-tachi~            | объявлена          | –                  | 約束のネバーランド 〜思い出のフィルムたち〜                      | Yakusoku no Neverland ~Omoide no Firumu-tachi~           | завершена            | 1                    | Shueisha             |
| Yakusoku no Neverland ~Sen’yuu-tachi no Record~         | объявлена          | –                  | 約束のネバーランド 〜戦友たちのレコード〜                        | Yakusoku no Neverland ~Sen’yuu-tachi no Rekoodo~         | завершена            | 1                    | Shueisha             |
| Волчица и пряности                                      | продолжается       | 9                  | 狼と香辛料                                                       | Ookami to Koushinryou                                    | продолжается         | 24                   | ASCII Media Works    |
| Волчьи дети Амэ и Юки                                   | завершена          | 1                  | おおかみこどもの雨と雪                                           | Ookami kodomo no Ame to Yuki                             | завершена            | 1                    | Kadokawa Shoten      |
| Дюрарара!!                                              | продолжается       | 2                  | デュラララ!!                                                     | Durarara!!                                               | завершена            | 13                   | ASCII Media Works    |
| Евангелион. АНИМА                                       | продолжается       | 1                  | エヴァンゲリオン ANIMA                                           | Evangelion ANIMA                                         | завершена            | 5                    | Kadokawa             |
| Обещанная страна грёз. Мамины воспоминания              | завершена          | 1                  | 約束のネバーランド 〜ママたちの追想曲〜                          | Yakusoku no Neverland ~Mama-tachi no Tsuisoukyoku~       | завершена            | 1                    | Shueisha             |
| Обещанная страна грёз. Письмо Нормана                   | завершена          | 1                  | 約束のネバーランド 〜ノーマンからの手紙〜                        | Yakusoku no Neverland ~Norman kara no Tegami~            | завершена            | 1                    | Shueisha             |
| Убийца Гоблинов                                         | продолжается       | 5                  | ゴブリンスレイヤー                                               | Goblin Slayer                                            | продолжается         | 16                   | SB Creative          |

### Японские романы

#### Печатные издания
Издаются под импринтом Ortu solis (лат. «Восходящее солнце»).
| Издание на русском                                                 | Издание на русском | Издание на русском | Оригинальное издание                 | Оригинальное издание                                   | Оригинальное издание | Оригинальное издание | Оригинальное издание   |
| Наименование                                                       | Статус             | Издано томов       | Наименование                         | Транскрипция                                           | Статус               | Издано томов         | Издательство           |
| ------------------------------------------------------------------ | ------------------ | ------------------ | ------------------------------------ | ------------------------------------------------------ | -------------------- | -------------------- | ---------------------- |
| 5 сантиметров в секунду                                            | завершена          | 1                  | 秒速５センチメートル                 | Byousoku Go Centimeter                                 | завершена            | 1                    | Media Factory          |
| Another                                                            | объявлена          | –                  | アナザー                             | Another                                                | завершена            | 1                    | Kadokawa Shoten        |
| Another 2001                                                       | объявлена          | –                  | アナザー 2001                        | Another 2001                                           | завершена            | 1                    | Kadokawa Shoten        |
| Another Episode S                                                  | объявлена          | –                  | Another エピソードS                  | Another Episode S                                      | завершена            | 1                    | Kadokawa Shoten        |
| All you need is kill                                               | завершена          | 1                  | オール ユー ニード イズ キル         | All You Need Is Kill                                   | завершена            | 1                    | Shueisha               |
| Dare ga Yuusha wo Koroshita ka                                     | объявлена          | –                  | 誰が勇者を殺したか                   | Dare ga Yuusha wo Koroshita ka                         | продолжается         | 3                    | Kadokawa               |
| Itai no Itai no, Tondeyuke                                         | объявлена          | –                  | いたいのいたいの、とんでゆけ         | Itai no Itai no, Tondeyuke                             | завершена            | 1                    | Media Works Bunko      |
| Kaizoku to Yobareta Otoko                                          | объявлена          | –                  | 海賊とよばれた男                     | Kaizoku to Yobareta Otoko                              | завершена            | 2                    | Kodansha               |
| Kimi dakara Sabishii                                               | объявлена          | –                  | きみだからさびしい                   | Kimi dakara Sabishii                                   | завершена            | 1                    | Bungeishunju           |
| Koisuru Kiseichuu                                                  | объявлена          | –                  | 恋する寄生虫                         | Koisuru Kiseichuu                                      | завершена            | 1                    | Media Works Bunko      |
| Nettai                                                             | объявлена          | –                  | 熱帯                                 | Nettai                                                 | завершена            | 1                    | Bungeishunju           |
| Sekai ga Aoku Nattara                                              | объявлена          | –                  | 世界が青くなったら                   | Sekai ga Aoku Nattara                                  | завершена            | 1                    | Bungeishunju           |
| Starting Over                                                      | объявлена          | –                  | スターティング・オーヴァー           | Starting Over                                          | завершена            | 1                    | Media Works Bunko      |
| The Tatami Galaxy                                                  | объявлена          | –                  | 四畳半神話大系                       | Yojou-han Shinwa Taikei                                | завершена            | 1                    | Kadokawa Shoten        |
| The Tatami Time Machine Blues                                      | объявлена          | –                  | 四畳半タイムマシンブルース           | Yojou-han Time Machine Blues                           | завершена            | 1                    | Kadokawa Shoten        |
| Uzukawamura Jiken                                                  | объявлена          | –                  | 鵜頭川村事件                         | Uzukawamura Jiken                                      | завершена            | 1                    | Bungei Shunju          |
| АОКУМО                                                             | объявлена          | –                  | あおくも                             | Aokumo                                                 | завершена            | 1                    | Общественное достояние |
| Вампир                                                             | завершена          | 1                  | 吸血鬼                               | Kyūketsuki                                             | завершена            | 1                    | Общественное достояние |
| Детектив Галилей                                                   | продолжается       | 6                  | 探偵ガリレオ                         | Tantei Galileo                                         | продолжается         | 11                   | Bungeishunju           |
| Дитя погоды                                                        | завершена          | 1                  | 天気の子                             | Tenki no Ko                                            | завершена            | 1                    | Kadokawa Shoten        |
| Дитя чудовища                                                      | завершена          | 1                  | バケモノの子                         | Bakemono no Ko                                         | завершена            | 1                    | Kadokawa Shoten        |
| Карлик                                                             | завершена          | 1                  | 一寸法師                             | Issun-bōshi                                            | завершена            | 1                    | Общественное достояние |
| Карманник / Королевство                                            | завершена          | 1                  | 掏摸 / 王国                          | Suri / Ōkoku                                           | завершена            | 1                    | Kawadeshobo Shinsha    |
| Красавица и дракон                                                 | завершена          | 1                  | 竜とそばかすの姫                     | Ryuu to Sobakasu no Hime                               | завершена            | 1                    | Kadokawa Shoten        |
| Мирай из будущего                                                  | завершена          | 1                  | 未来のミライ                         | Mirai no Mirai                                         | завершена            | 1                    | Kadokawa Shoten        |
| Несколько историй, рассказанных ей в больнице на морском побережье | завершена          | 1                  | 海辺の病院で彼女と話した幾つかのこと | Umibe no Byoin de kanojo to hanashita ikutsuka no koto | завершена            | 1                    | Kadokawa Shoten        |
| Ночное чудище                                                      | завершена          | 1                  | よるのばけもの                       | Yoru no Bakemono                                       | завершена            | 1                    | Futabasha              |
| Ночь в поезде на Серебряной реке                                   | завершена          | 1                  | 銀河鉄道の夜                         | Ginga Tetsudou no Yoru                                 | завершена            | 1                    | Общественное достояние |
| Пингвинья тропа                                                    | завершена          | 1                  | ペンギン・ハイウェイ                 | Penguin Highway                                        | завершена            | 1                    | Kadokawa Shoten        |
| Пока я не убила любимого писателя                                  | завершена          | 1                  | 私が大好きな小説家を殺すまで         | Watashi ga Daisuki na Shousetsuka o Korosu made        | завершена            | 1                    | ASCII Media Works      |
| Путешествие под полуночным солнцем                                 | объявлена          | –                  | 白夜行                               | Byakuyakō                                              | завершена            | 1                    | Shueisha               |
| Сад изящных слов                                                   | завершена          | 1                  | 言の葉の庭                           | Kotonoha no Niwa                                       | завершена            | 1                    | Kadokawa Shoten        |
| Кокоро                                                             | завершена          | 1                  | こゝろ                               | Kokoro                                                 | завершена            | 1                    | Общественное достояние |
| СИН-АОКУМО                                                         | объявлена          | –                  | 新あおくも                           | Shin Aokumo                                            | завершена            | 1                    | Общественное достояние |
| Твоё имя.                                                          | завершена          | 1                  | 君の名は。                           | Kimi no na wa.                                         | завершена            | 1                    | Kadokawa Shoten        |
| Три дня счастья                                                    | завершена          | 1                  | 三日間の幸福                         | Mikkakan no Koufuku                                    | завершена            | 1                    | Media Works Bunko      |
| Хочу съесть твою поджелудочную                                     | завершена          | 1                  | 君の膵臓をたべたい                   | Kimi no Suizou wo Tabetai                              | завершена            | 1                    | Futabasha              |
| Хроники людей и демонов                                            | продолжается       | 1                  | 鬼人幻燈抄                           | Kijin Gentoushou                                       | завершена            | 14                   | Futabasha              |
| Чёрная ящерица                                                     | завершена          | 1                  | 黒蜥蜴                               | Kuro Tokage                                            | завершена            | 1                    | Общественное достояние |
| Я опять видела тот же сон                                          | завершена          | 1                  | また、同じ夢を見ていた               | Mata, Onaji Yume wo Mite ita                           | завершена            | 1                    | Futabasha              |

### Манхва

#### Печатные издания
| Издание на русском      | Издание на русском | Издание на русском | Оригинальное издание | Оригинальное издание          | Оригинальное издание | Оригинальное издание | Оригинальное издание |
| Наименование            | Статус             | Издано томов       | Наименование         | Транскрипция                  | Статус               | Издано томов         | Издательство         |
| ----------------------- | ------------------ | ------------------ | -------------------- | ----------------------------- | -------------------- | -------------------- | -------------------- |
| Библиотека вампиров     | приостановлена     | 1                  | 吸血鬼图书馆         | Vampire Library               | завершена            | 13                   | Haksan               |
| Излом                   | приостановлена     | 4                  | 단구                 | Dangu                         | завершена            | 9                    | Haksan               |
| Невеста речного бога    | приостановлена     | 14                 | 하백의 신부          | Habaek eui Sinbu              | завершена            | 24                   | Seoul Cultural       |
| Песня куклы             | завершена          | 5                  | 인형歌               | Inhyeong Ga                   | завершена            | 5                    | Haksan               |
| Хищная принцесса Егрина | приостановлена     | 2                  | 육식공주 예그리나    | Carnivorous Princess Yegrinna | завершена            | 5                    | Haksan               |

#### Цифровые издания
| Издание на русском  | Издание на русском | Издание на русском | Оригинальное издание | Оригинальное издание | Оригинальное издание | Оригинальное издание | Оригинальное издание |
| Наименование        | Статус             | Издано томов       | Наименование         | Транскрипция         | Статус               | Издано томов         | Издательство         |
| ------------------- | ------------------ | ------------------ | -------------------- | -------------------- | -------------------- | -------------------- | -------------------- |
| Библиотека вампиров | приостановлена     | –                  | 吸血鬼图书馆         | Vampire Library      | завершена            | 13                   | Haksan               |

### Маньхуа

#### Печатные издания
| Издание на русском | Издание на русском | Издание на русском | Оригинальное издание | Оригинальное издание | Оригинальное издание | Оригинальное издание | Оригинальное издание |
| Наименование       | Статус             | Издано томов       | Наименование         | Транскрипция         | Статус               | Издано томов         | Издательство         |
| ------------------ | ------------------ | ------------------ | -------------------- | -------------------- | -------------------- | -------------------- | -------------------- |
| КЭТ                | приостановлена     | 2                  | 密殺戰群             | CAT                  | приостановлена       | 2                    | Tong Li              |
| Прованс            | завершена          | 2                  | 普羅旺斯             | Provence             | завершена            | 2                    | Tong Li              |

### Китайские романы

#### Печатные издания
| Издание на русском          | Издание на русском | Издание на русском | Оригинальное издание | Оригинальное издание           | Оригинальное издание | Оригинальное издание | Оригинальное издание                         |
| Наименование                | Статус             | Издано томов       | Наименование         | Транскрипция                   | Статус               | Издано томов         | Издательство                                 |
| --------------------------- | ------------------ | ------------------ | -------------------- | ------------------------------ | -------------------- | -------------------- | -------------------------------------------- |
| Благой лотосовый терем      | объявлена          | —                  | 吉祥纹莲花楼         | Jíxiáng wén liánhuā lóu        | завершена            | 3                    | Zhejiang Literature and Art Publishing House |
| Калейдоскоп смерти          | завершена          | 4                  | 死亡万花筒           | Sǐwáng wànhuātǒng              | завершена            | 4                    | JJWXC                                        |
| Магистр дьявольского культа | завершена          | 4+экстра           | 魔道祖师             | Módào Zǔshī                    | завершена            | 4                    | JJWXC                                        |
| Маленький гриб              | объявлена          | —                  | 小蘑菇               | Xiǎo mógū                      | завершена            | 2                    | Beijing United Publishing Company            |
| Опасные личности            | объявлена          | —                  | 危险人格             | Wéixiǎn réngé                  | завершена            | 3                    | JJWXC                                        |
| Судмедэксперт династии Тан  | объявлена          | —                  | 大唐女法医 金玉滿唐  | Dà táng nǚ fǎyī jīnyù mǎn táng | завершена            | 4                    | NWP                                          |
| Убить волка                 | завершена          | 3                  | 杀破狼               | Shā Pò Láng                    | продолжается         | 4                    | JJWXC                                        |

### Русские комиксы

#### Печатные издания
| Наименование          | Статус    | Издано томов |
| --------------------- | --------- | ------------ |
| Оранж лайф            | завершена | 2            |
| Первый отряд          | завершена | 1            |
| Птичий остров         | завершена | 1            |
| Синьор Агепито Медичи | завершена | 1            |
| Скунс и Оцелот        | завершена | 2            |
| Якутия                | завершена | 1            |

#### Цифровые издания
| Наименование   | Статус    | Издано томов |
| -------------- | --------- | ------------ |
| Первый отряд   | завершена | 1            |
| Птичий остров  | завершена | 1            |
| Скунс и Оцелот | завершена | 2            |
| Якутия         | завершена | 1            |

### Аудиокниги
| Наименование                   | Статус    |
| ------------------------------ | --------- |
| Хочу съесть твою поджелудочную | объявлена |